# Pháo đài Eben-Emael

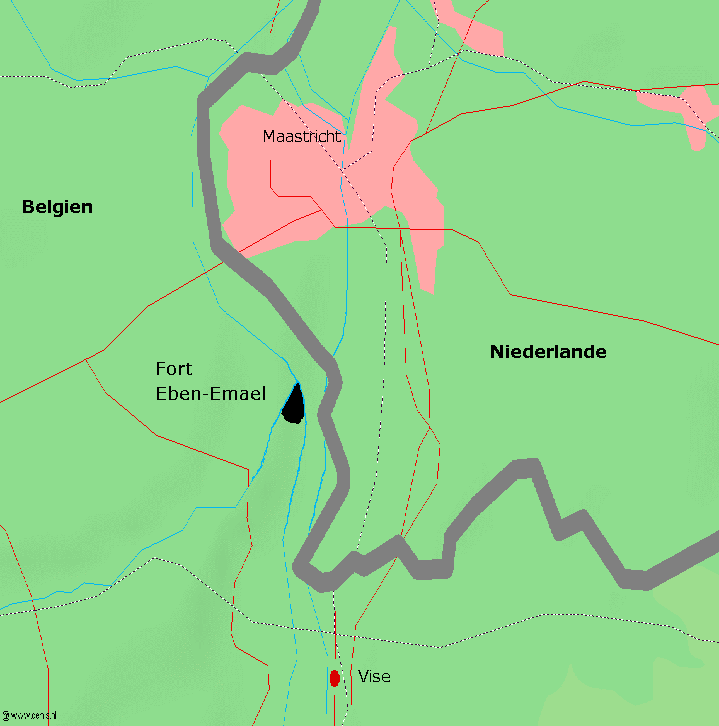
Bản đồ khu vực giữa Bỉ và Hà Lan gần pháo đài Eben-Emael

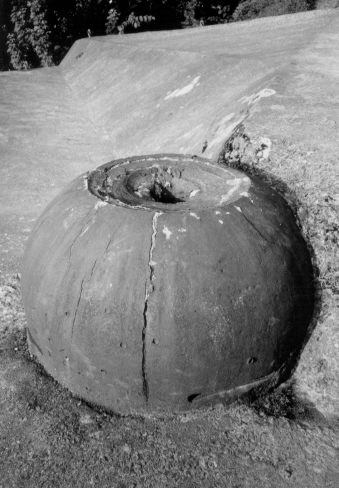
Một cupola ở pháo đài Fort Eben-Emael

Pháo đài Eben-Emael là một pháo đài hiện không hoạt động của Bỉ nằm giữa Liège và Maastricht, trên biên giới Bỉ-Hà Lan, gần kênh đào Albert, và được thiết kế để bảo vệ Bỉ khỏi bị cuộc tấn công của Đức trên vành đai hẹp của lãnh thổ Hà Lan trong khu vực. Xây dựng vào 1931-1935, nó nổi tiếng là nơi bất khả xâm phạm, đồng thời, vào thời điểm đó là pháo đài lớn nhất trên thế giới. Pháo đài này đã thành công trong việc vô hiệu hóa quân Đức vào ngày 10 tháng 5 năm 1940 trong Thế chiến thứ hai. Các hành động dọn đường cho lực lượng mặt đất Đức vào Bỉ, không bị cản trở do hoả lực từ Eben-Emael. Vẫn còn những tài sản của quân đội Bỉ, pháo đài đã được bảo tồn và có thể được vào tham quan.